# ときわ町 (苫小牧市)
ときわ町（ときわちょう）は、北海道苫小牧市にある町名。
現行行政地名はときわ町一丁目からときわ町六丁目。住居表示実施済み。

## 地理
苫小牧市の西部に位置する。全体的に住宅街となっており、道道苫小牧環状線沿いには、商業施設が集積している。東は小糸井川を挟んで川沿町、西は美原町、南は室蘭本線を挟んで字錦岡、北は澄川町と接している。

## 歴史
1962年（昭和37年）から民間業者により造成され、炭鉱離職者を対象に分譲し、常盤団地として売り込んでいた。
1973年3月から錦岡鉄北東地区の区画整理事業が、苫小牧市錦岡土地区画整理組合により進められ、道道苫小牧環状線に商業系の土地利用が図られ、人口が増加し市街地が形成された。市は区画整理事業の完了に併せ、新町を設定する考えで準備を進めた。
市の原案は環状線を境に南北で二分割する考えで、北側は澄川町とした。南側は常盤団地の名が定着していたことから、ときわ町と命名された。漢字にすると「じょうばん」と読まれるとし、苫小牧市初のひらがなの町名とした。
1977年4月16日、錦岡の一部を分離し、ときわ町一丁目からときわ町六丁目を設置。三丁目は今後の住居表示を考慮し、欠番とした。
1990年10月1日、住居表示が実施された。錦岡東地区を組み入れ、欠番であったときわ町三丁目を設置した。

## 世帯数と人口
2024年（令和6年）11月末現在の世帯数と人口は以下の通りである。
| 町丁   | 世帯数 | 人口 |
| ------ | ------ | ---- |
| 一丁目 | 330    | 643  |
| 二丁目 | 354    | 664  |
| 三丁目 | 225    | 509  |
| 四丁目 | 422    | 810  |
| 五丁目 | 270    | 502  |
| 六丁目 | 307    | 560  |
| 計     | 1908   | 3688 |

## 小・中学校の学区
市立小・中学校に通う場合、学区は以下の通りとなる。
|                | 小学校               | 中学校               |
| -------------- | -------------------- | -------------------- |
| ときわ町一丁目 | 苫小牧市立澄川小学校 | 苫小牧市立啓明中学校 |
| ときわ町二丁目 | 苫小牧市立澄川小学校 | 苫小牧市立緑陵中学校 |
| ときわ町三丁目 | 苫小牧市立澄川小学校 | 苫小牧市立緑陵中学校 |
| ときわ町四丁目 | 苫小牧市立澄川小学校 | 苫小牧市立緑陵中学校 |
| ときわ町五丁目 | 苫小牧市立澄川小学校 | 苫小牧市立啓明中学校 |
| ときわ町六丁目 | 苫小牧市立澄川小学校 | 苫小牧市立啓明中学校 |

## 交通

### 道路
- 北海道道141号樽前錦岡線
- 北海道道781号苫小牧環状線

### バス
- 道南バスが市内線を運行している。

## 施設

### 三丁目
- サンドラッグ苫小牧ときわ店（2025年2月28日オープン予定[10]）
- サツドラ苫小牧ときわ町店[11]
- アーク整形外科クリニック[12]
- 苫小牧市ときわスケートセンター[13]
- 苫小牧市新ときわスケートセンター[14]

### 四丁目
- セブンイレブン 苫小牧ときわ町店[15]

### 五丁目
- ほっともっと 苫小牧ときわ店[16]
- 甚べい ときわ店[17]
- セイコーマート 苫小牧ときわ店[18]
- タイヤ館 苫小牧西[19]
- 臨港昭和交通 西営業所[20]

### 六丁目
- 焼肉徳寿苫小牧西店[21]
- TSUTAYA 苫小牧バイパス店[注釈 1][23]
- ミスタードーナツ 苫小牧バイパスショップ[24]
- 金剛園 maimai亭[25]
- 苫西耳鼻咽喉科クリニック[26]

## その他

### 日本郵便
- 郵便番号: 059-1261[2]（集配局：苫小牧郵便局[27]）。

### 警察
管轄する警察署、交番・派出所は以下の通りである。
| 丁目・字 | 警察署       | 交番・派出所 |
| -------- | ------------ | ------------ |
| 全域     | 苫小牧警察署 | 錦岡交番     |